# Радхакунд
Радхаку́нд или Ра́дха-Кунд (дев. राधाकुण्ड, IAST: Rādhākuṇḍa, букв. «озеро Радхи») — город в округе Матхура в штате Уттар-Прадеш, Индия.

## Религиозное значение
Город получил своё название в честь расположенного здесь священного пруда Радха-кунды, который является «самым святым местом во Вселенной» для последователей индуистской традиции гаудия-вайшнавизма. Одним из первых упоминаний об этом священном статусе Радха-кунды является «Упадешамрита» (текст 9) — богословский труд XVI века авторства вайшнавского философа и богослова Рупы Госвами:
Город Матхура превосходит даже Вайкунтху, царство духовных богатств, ибо там явился Шри Кришна. Матхуру превосходит лес Вриндавана, поскольку в нём проходил танец раса. Вриндаван превосходит холм Говардхана, потому что Шри Кришна поднял его Своей лотосоподобной рукой и совершил на нём много лил вместе со Своими преданными. Но даже Говардхана уступает Шри Радхакунде, ибо она погружает каждого в нектар божественной любви к Шри Кришне. Какой же здравомыслящий человек не захочет служить этому великолепному пруду, который так красиво расположился у подножия холма Говардхана?
Согласно легенде, после того, как Кришна убил демона Ариштасуру, явившегося ему в образе гигантского быка, возлюбленная Кришны Радха начала порицать его действия. Радха заявила, что если Кришна желает очиститься от греха убийства священного животного, то он должен омыться во всех существующих священных реках и водоёмах. Рассмеявшись, Кришна ударил стопой по земле так, что в ней образовалась яма. Затем он призвал все священные реки явиться и заполнить эту яму своими водами. Кришна принял омовение в этом озере, которое с тех пор стало называться Шьяма-кундой. Тогда рассерженная Радха вместе со своими подружками-гопи рядом с кундой Кришны вырыла идентичную кунду, используя для этого свои браслеты. Воду в кунду гопи начали приносить из другого священного озера Манаси-ганга, расположенного на Говархане. Вскоре олицетворённые священные реки явились перед Радхой и согласились заполнить своими водам также и озеро Радхи, которое с тех пор стало известно как Радха-кунда. В течение многих веков местоположение Радха-кунды было утеряно, пока вайшнавский святой Чайтанья не открыл заново это место в 1514 году.

## Демография
Согласно всеиндийской переписи 2001 года, в Радхакунде проживало 5889 человек, из которых мужчины составляли 54 %, женщины — 46 %. Уровень грамотности взрослого населения составлял 65 %, что выше среднеиндийского уровня (59,5 %). Среди мужчин, уровень грамотности равнялся 76 %, среди женщин — 53 %. 16 % населения составляли дети до 6 лет.